# Сэнфорд, Эрскин
Эрскин Сэнфорд (англ. Erskine Sanford; 19 ноября 1885 — 7 июля 1969) — американский актёр.
Будучи членом театра Орсона Уэллса «Меркурий театра компании», активно снимался в кино в 1930—1940-х годах, появившись в нескольких фильмах Орсона Уэллса, в частности запомнился исполнением роли неуклюжего, потного редактора газеты Герберта Картера в фильме «Гражданин Кейн».

## Избранная фильмография
- 1941 — Гражданин Кейн — Герберт Картер
- 1942 — Великолепные Эмберсоны
- 1943 — Джейн Эйр
- 1944 — Министерство страха
- 1946 — Чужестранец
- 1946 — Катастрофа / Crack-Up
- 1946 — С этого дня
- 1946 — Ангел на моем плече
- 1946 — Лучшие годы нашей жизни
- 1947 — Траур к лицу Электре
- 1947 — Леди из Шанхая
- 1947 — Голос черепахи
- 1947 — Одержимая
- 1948 — Письмо незнакомки
- 1948 — Макбет — Дункан
- 1948 — Найти Красную Ведьму
- 1949 — Удар
- 1950 — Сьерра
- 1952 — Мой сын Джон (нет в титрах)